# Show Me Heaven
För Lili & Susies melodifestivalbidrag 2009, se Show Me Heaven (Lili & Susie-låt).
"Show Me Heaven" är en låt av Maria McKee.
Den skrevs av Joshua Rifkin, Eric Rankin och Maria McKee och producerades av Paul Stavely O'Duffy. Show Me Heaven var Maria McKee's enda singeletta i Storbritannien. Som titelmelodi till filmen Days of Thunder med Tom Cruise var den en stor hit i Storbritannien och tillbringade fyra veckor på högst upp på listan i september 1990. Låten lyckades mindre bra i USA, även om den nådde #28 på listan Billboard Adult Contemporary.
Även om den var hennes enda etta, togs hennes sång "A Good Heart" upp i topp i november 1985, men då i inspelning av Feargal Sharkey.
Andra har också spelat in sången, bland annat svenska popsångerskan Cecilia Vennersten, som 1995 sjöng sången på svenska på sitt självbetitlade album "Cecilia Vennersten", då som "Sjunde himlen finns" med text av Nanne Grönvall.  Laura Branigan hade den på sitt samlingsalbum The Best of Branigan 1995. Andra som spelat in den är Tina Arena som gav ut sin version som femte singel från albumet Don't Ask 1994, Jessica Andrews, och Robin Zander, sångare i Cheap Trick.
Maria McKee ville att texten skulle ändras innan hon spelade in den, och det gjordes.

## Listplacering

### Maria McKee
| Lista (1990/1991)                 | Topplacering |
| --------------------------------- | ------------ |
| U.S. Billboard Adult Contemporary | 28           |
| Australiska ARIA-singellistan     | 3            |
| Österrikiska singellistan         | 15           |
| Nederländska nationella Top 100   | 1            |
| Nederländska Top 40               | 1            |
| Irländska singellistan            | 2            |
| Nyzeeländska singellistan         | 12           |
| Norska singellistan               | 1            |
| Svenska singellistan              | 2            |
| Schweziska singellistan           | 4            |
| Brittiska singellistan            | 1            |

### Tina Arena
| Chart (1995/96)                                           | Peak position |
| --------------------------------------------------------- | ------------- |
| Eurochart Hot 100                                         | 87            |
| Tyska singellistan                                        | 78            |
| Nyzeeländska singellistan                                 | 33            |
| Brittiska singellistan                                    | 29            |
| Amerikanska singellistan Billboard Bubbling Under Hot 100 | 3             |

### Fotnoter
1. ↑  ”Svensk mediedatabas”. http://smdb.kb.se/catalog/id/001513354. Läst 10 maj 2011.
2. ↑  ”Chart History Maria McKee” (på engelska). Billboard. https://www.billboard.com/artist/maria-mckee/. Läst 19 november 2022.
3. ↑  ”Maria McKee - Show Me Heaven”. australian-charts.com. http://australian-charts.com/showitem.asp?interpret=Maria+McKee&titel=Show+Me+Heaven&cat=s. Läst 18 oktober 2009.
4. ↑  ”Maria McKee - "Show Me Heaven" (tyska)”. austriancharts.at. http://austriancharts.at/showitem.asp?interpret=Maria+McKee&titel=Show+Me+Heaven&cat=s. Läst 18 oktober 2009.
5. ↑  ”Maria McKee - Show Me Heaven (nederländska)”. dutchcharts.nl. http://dutchcharts.nl/showitem.asp?interpret=Maria+McKee&titel=Show+Me+Heaven&cat=s. Läst 18 oktober 2009.
6. ↑  ”Nederlandse Top 40 - week 46, 1990 (nederländska)”. http://www.top40.nl/index.aspx?week=46&jaar=1990. Läst 18 oktober 2009.
7. ↑  ”search results for "Show Me Heaven"”. irishcharts.ie. http://www.irishcharts.ie/search/placement. Läst 18 oktober 2009.
8. ↑  ”Maria McKee - Show Me Heaven”. charts.org.nz. Arkiverad från originalet den 22 oktober 2008. https://web.archive.org/web/20081022103752/http://www.charts.org.nz/showitem.asp?interpret=Maria+McKee&titel=Show+Me+Heaven&cat=s. Läst 18 oktober 2009.
9. ↑  ”Maria McKee - Show Me Heaven”. norwegiancharts.com. http://norwegiancharts.com/showitem.asp?interpret=Maria+McKee&titel=Show+Me+Heaven&cat=s. Läst 18 oktober 2009.
10. ↑  ”Maria McKee - Show Me Heaven”. swedishcharts.com. http://swedishcharts.com/showitem.asp?interpret=Maria+McKee&titel=Show+Me+Heaven&cat=s. Läst 18 oktober 2009.
11. ↑  ”Maria McKee - Show Me Heaven (tyska)”. hitparade.ch. http://hitparade.ch/showitem.asp?interpret=Maria+McKee&titel=Show+Me+Heaven&cat=s. Läst 18 oktober 2009.
12. ↑  ”Maria McKee - Show Me Heaven”. Chart Stats. Arkiverad från originalet den 29 februari 2012. https://web.archive.org/web/20120229160607/http://www.chartstats.com/songinfo.php?id=18048. Läst 18 oktober 2009.
13. ↑  ”Tina Arena - Show Me Heaven”. Eurochart. Arkiverad från originalet den 22 september 2010. https://web.archive.org/web/20100922222317/http://thunder.prohosting.com/~euro100/archive/1995/euro9549.txt. Läst 7 juli 2010.
14. ↑  ”Chartverfolgung - Arena,Tina - Show Me Heaven”. Musicline.de. Arkiverad från originalet den 18 mars 2012. https://web.archive.org/web/20120318015817/http://musicline.de/de/chartverfolgung_summary/title/Arena,Tina/Show+Me+Heaven/single. Läst 18 oktober 2009.
15. ↑  ”Tina Arena - Show Me Heaven”. charts.org.nz. Arkiverad från originalet den 17 februari 2012. https://web.archive.org/web/20120217195039/http://charts.org.nz/showitem.asp?interpret=Tina+Arena&titel=Show+Me+Heaven&cat=s. Läst 18 oktober 2009.
16. ↑  ”Tina Arena - Show Me Heaven”. Chart Stats. Arkiverad från originalet den 29 februari 2012. https://web.archive.org/web/20120229160619/http://www.chartstats.com/songinfo.php?id=23618. Läst 18 oktober 2009.
17. ↑  "Tina Arena "Show Me Heaven" -  Bubbling Under Hot 100 Singles". Billboard. Läst 23 mars 2008.